# Silnice II/241
Silnice II/241 je silnice II. třídy, která vede ze Sedlce do Černého Vola. Je dlouhá 5,3 km. Prochází dvěma kraji a dvěma okresy.

## Vedení silnice

### Hlavní město Praha
- Sedlec (křiž. II/242)
- Suchdol

### Středočeský kraj, okres Praha-západ
- Horoměřice (křiž. III/2411)
- Černý Vůl (křiž. II/240)